# Верейская, Елена Николаевна
Елена Николаевна Верейская (в девичестве — Кареева, 7 (19) декабря 1886 год — 19 сентября 1966) — советская детская писательница.

## Биография
Родилась в Санкт-Петербурге в 1886 году. Её отцом был известный историк Н. И. Кареев. Образование она получила в гимназии Шаффе и на Высших Бестужевских женских курсах. В 1917—1922 годах жила в деревне под Смоленском, где работала учительницей и библиотекарем. Потом вернулась в Петроград. С 1923 года активно участвовала в «кружке детских писателей» под руководством С. Я. Маршака.
Печататься начала в 1910 году, когда журнал «Айрат» опубликовал её первое стихотворение «Полутени…полузвуки…». В 1920-е годы её рассказы и стихи печатались в популярных детских журналах «Чиж», «Ёж», «Пионер» и «Костёр», например «Индюк», «Журка и Шурка». Вскоре из-под её пера стали выходить и более крупные произведения для детей. До войны ею были написаны повести «Серёжка в деревне» (1925 г.) «Дворовый Пашка» (1929 г.), рассказы «Бесик» (впоследствии выходивший под названием «Бабушкин колобок»), «Таня-революционерка», «Джиахон Фионаф». После войны известность получили её книги «Три девочки» (1948, о блокаде Ленинграда), рассказ «Три портрета», повести «Памятный день» и «Незабываемая ночь» (о революции 1917 года), которые наряду с рассказами «Государственный преступник», «Княжеская квартира», «Фонарик», «Ласточка», «Горничная Маша» и «Киросенька» вошли в сборник «В те годы». Последними крупными произведениями Верейской стали повесть «Отава» (1959) и «Внучка коммунара» (1966). В 1966 году в издательстве «Детская литература» вышла также книга рассказов Елены Верейской «Белая шубка», в которую наряду с заглавным, вошли рассказы «Карай», «Цыплячьи шефы», «Сюрприз».

## Семья
- Первый муж — Георгий Семёнович Верейский (1886—1962), график и живописец, академик АХ СССР.
  - Сын — Николай Георгиевич Верейский (1912—1996), гидрогеолог, кандидат геолого-минералогических наук
  - Сын — Орест Георгиевич Верейский (1915—1993), художник, книжный график.
- Второй муж — Фёдор Романович Дунаевский, основатель и директор Всеукраинского института труда в Харькове.
- Брат — Константин Николаевич Кареев (1883—1945), историк и статистик, подвергался арестам в 1928 и 1930 годах, находился в заключении и ссылке[1]. С 1914 года был женат на Елене Петровне Гиберман (в браке Кареева, 1887—1959)[2], дочери врача-гинеколога и переводчика Полины Израилевны Гиберман-Лурье; первым браком (1906—1910) Е. П. Гиберман была замужем за технологом Игнатием Бендитовичем Шаргеем (1873—1910) — до 1910 года в её семье воспитывался будущий учёный и изобретатель Александр Игнатьевич Шаргей.